# Joe May
Joe May, all'anagrafe Joseph Otto Mandel (Vienna, 7 novembre 1880 – Los Angeles, 29 aprile 1954), è stato un regista, produttore cinematografico e sceneggiatore austriaco.

## Biografia

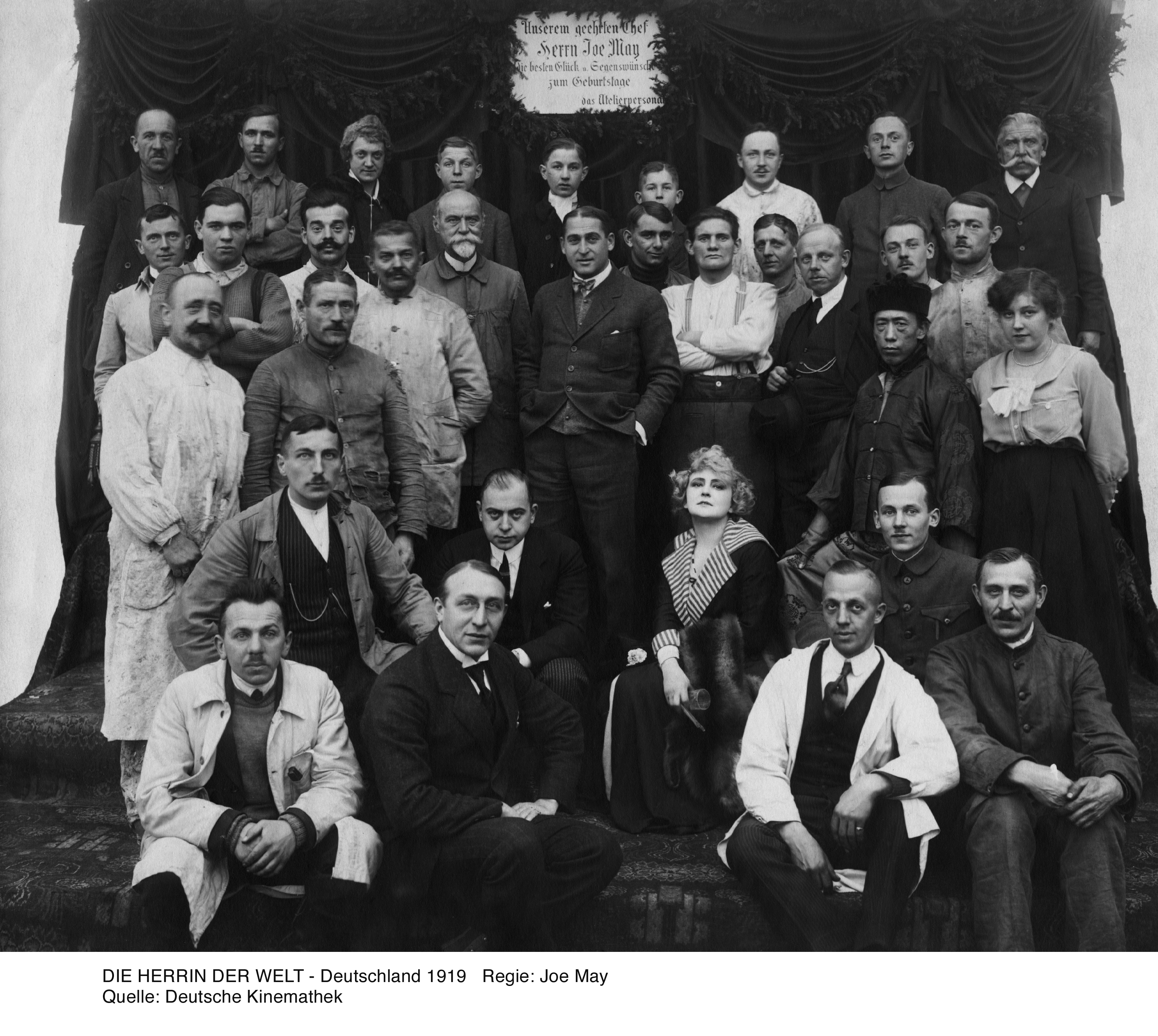
The Mistress of the World - Cast

Joseph Otto Mandel nacque a Vienna ai tempi dell'Impero austro-ungarico, ma studiò in Germania, a Berlino. Nel 1902, si sposò con la viennese Hermine Pfleger, una cantante che aveva preso il nome d'arte di Mia May: Mandel avrebbe adottato poi lo stesso cognome della moglie, diventando in questo modo Joe May. Dal loro matrimonio nacque una bambina, Eva, che in seguito avrebbe intrapreso anche lei la carriera di attrice.
Prima di dedicarsi allo spettacolo, May fece diversi lavori, operando sia nel campo tessile (a Trieste), sia come venditore di automobili.
Passato al teatro, iniziò la sua carriera artistica come produttore di operette e, nel 1909, ottenne la carica di direttore del teatro d'opera ad Amburgo.
In campo cinematografico, May è considerato uno dei fondatori del cinema tedesco. Iniziò a lavorare come regista nel 1911 e, alle sue dipendenze, venne a trovarsi un giovane Fritz Lang che fu impiegato come sceneggiatore. May e la moglie fondarono una propria compagnia che produsse serie poliziesche e melodrammi, di cui spesso era protagonista proprio Mia May. Il regista lasciò la direzione di alcuni dei film della serie Joe-Deebs a Harry Piel. Oltre a Lang, May promosse il lavoro di altri giovani talenti, come quello di Thea von Harbou e di E. A. Dupont.
Del periodo tedesco di May, si ricorda Asfalto, robusto melodramma muto del 1929 che narra l'incapacità di un giovane di ribellarsi ai valori piccolo-borghesi della famiglia e della divisa che indossa.
Con l'avvento del nazifascismo, il regista lasciò la Germania insieme alla moglie (la figlia Eva si era suicidata nel 1924) per emigrare negli Stati Uniti dove May verrà assunto dalla Universal. Delle sue opere americane si ricorda Il ritorno dell'uomo invisibile con Vincent Price che uscì nel 1941 ma, pur essendo un regista di talento, May non riuscì mai a sfondare del tutto ad Hollywood a causa della sua incapacità di imparare completamente la lingua inglese così, nel 1944, lasciò il cinema per aprire un ristorante.
Morì a settantatré anni nel 1954 dopo una lunga malattia.

## Filmografia
La filmografia è completa

### Regista
- Die Fahrt nach Hamburg - cortometraggio (1911)
- In fondo alla miniera (In der Tiefe des Schachtes) - cortometraggio (1912)
- Vorgluten des Balkanbrandes - cortometraggio (1912)
- Ein Ausgestoßener: 1. Teil - Der junge Chef (1913)
- Entsagungen (1913)
- Heimat und Fremde (1913)
- Das verschleierte Bild von Groß-Kleindorf (1913)
- Die Pagode (1914)
- Die unheilbringende Perle (1914)
- La villa misteriosa Stuart Webbs: Die geheimnisvolle Villa o Die geheimnisvolle Villa (1914)
- L'uomo in cantina (Stuart Webbs: Der Mann im Keller) (1914)
- Gli spiriti in casa del professore (Stuart Webbs: Der Spuk im Haus des Professors) (1914)
- Il sotterraneo d'acciaio (Stuart Webbs: Das Panzergewölbe) (1914)
- Das Fischermädchen von Manholm (1914)
- In der Nacht (1915)
- Das Gesetz der Mine (1915)
- La parte più difficile (Sein schwierigster Fall) (1915)
- Der Geheimsekretär (1915)
- Charley, der Wunderaffe (1915)
- Arme Eva Maria (1916)
- Die Sünde der Helga Arndt (1916)
- Die Gespensteruhr (1916)
- Nebel und Sonne (1916)
- Sangue d'avventuriero (Ein Blatt Papier) (1916)
- Come divenni detective (Wie ich Detektiv wurde) (1916)
- Das rätselhafte Inserat (1916)
- Krähen fliegen um den Turm (1917)
- Die Liebe der Betty Raymond (1917)
- Die Hochzeit im Excentricclub (1917)
- Eredità nascosta (Des Vaters letzter Wille) (1917)
- Das Geheimnis der leeren Wasserflasche  (1917)
- Die Silhouette des Teufels (1917)
- La sposa circassa (Die Kaukasierin), co-regia Uwe Jens Krafft (1917)
- Hilde Warren und der Tod (1917)
- Il bottone d'onice (Der Onyxknopf]) (1917)
- Lo chauffeur nero (Der schwarze Chauffeur) (1917)
- Un raggio nelle tenebre (Ein Lichtstrahl im Dunkel) (1917)
- Bottiglia... quadro... tesoro (Das Klima von Vancourt) (1917)
- Wogen des Schicksals (1918)
- Das Opfer (1918)
- Ihr großes Geheimnis (1918)
- Die Ratte, regia di Harry Piel - supervisione di Joe May (1918)
- La contessa mendicante (Die Bettelgräfin) (1918)
- Signorina dentista (Fräulein Zahnarzt) (1919)
- Der Muff, regia di Harry Piel - supervisione di Joe May (1919)
- Veritas vincit (1919)
- L'amica dell'uomo giallo (Die Herrin der Welt 1. Teil - Die Freundin des gelben Mannes), co-regia Joseph Klein (1919)
- La signora del mondo (2º episodio) (Die Herrin der Welt 2. Teil - Die Geschichte der Maud Gregaards) (1919)
- Die Herrin der Welt 3. Teil - Der Rabbi von Kuan-Fu (1919)
- Frauen vom Gnadenstein (1920)
- La vendetta di Maud (Die Herrin der Welt 8. Teil - Die Rache der Maud Fergusson) (1920)
- La potenza della virtù o La leggenda di santa Simplicia (Die Legende von der heiligen Simplicia) (1920)
- La confessione di Lavinia Morland (Die Schuld der Lavinia Morland) (1920)
- Das indische Grabmal erster Teil - Die Sendung des Yoghi (1921)
- Das indische Grabmal zweiter Teil - Der Tiger von Eschnapur (1921)
- Tobias Buntschuh - Das Drama eines Einsamen - supervisione (1921)
- Am Webstuhl der Zeit, regia di Holger-Madsen e (come supervisore) Joe May (1921)
- Junge Mama - supervisione (1921)
- Tragödie der Liebe (1923)
- Il signor purosangue (Der Farmer aus Texas) (1925)
- Derby. Ein Ausschnitt aus der Welt des Trabersports - supervisione (1926)
- Dagfin lo sciatore (Dagfin) (1926)
- Heimkehr (1928)
- Asfalto (o La strada) (Asphalt) (1929)
- Il cerchio dei pugnali (Sensation im Wintergarten), co-regia Gennaro Righelli (1929)
- L'immortale vagabondo (Der unsterbliche Lump), co-regia di Gustav Ucicky (1930)
- Roxi B bar (Ihre Majestät die Liebe) (1931)
- ...und das ist die Hauptsache!? (1931)
- Son altesse l'amour (1931)
- Due cuori e un'automobile o Parigi Costa Azzurra (Paris-Méditerranée (1931)
- Zwei in einem Auto (1932)
- Hochzeitsreise zu dritt, co-regia di Erich Schmidt  - supervisore (1932)
- Voyage de noces (1933)
- Aspetto una signora (Ein Lied für Dich) (1933)
- Tout pour l'amour (1933)
- Two Hearts in Waltz Time (1933)
- Dactylo se marie (1934)
- Musica nell'aria (Music in the Air) (1934)
- Confession (1937)
- Society Smugglers (1939)
- The House of Fear (1939)
- Il ritorno dell'uomo invisibile (The Invisible Man Returns) (1940)
- La casa dei sette camini (House of Seven Gables) (1940)
- You're Not So Tough (1940)
- Hit the Road (1941)
- Sette settimane di guai (Johnny Doesn't Live Here Any More) (1944)

### Produttore
- Das Werk, regia di Ernst Reicher - produttore (1913)
- Das verschleierte Bild von Groß-Kleindorf, regia di Joe May - produttore (1913)
- Der geheimnisvolle Nachtschatten, regia di Harry Piel - produttore (1914)
- In der Nacht, regia di Emmerich Hanus e Joe May - produttore (1915)
- Das Gesetz der Mine, regia di Joe May - produttore (1915)
- Sein schwierigster Fall, regia di Joe May - produttore (1915)
- Der Geheimsekretär, regia di Joe May - produttore  (1915)
- Arme Eva Maria, regia di Joe May - produttore  (1916)
- Die Sünde der Helga Arndt, regia di Joe May - produttore  (1916)
- Die Gespensteruhr, regia di Joe May  - produttore  (1916)
- Nebel und Sonne, regia di Joe May  - produttore  (1916)
- Ein Blatt Papier, regia di Joe May  - produttore  (1916)
- Wie ich Detektiv wurde, regia di Joe May  - produttore  (1916)
- Das rätselhafte Inserat, regia di Karl Gerhardt e Joe May - produttore  (1916)
- Krähen fliegen um den Turm, regia di Joe May  - produttore  (1917)
- Die Liebe der Betty Raymond, regia di Joe May  - produttore  (1917)
- Des Vaters letzter Wille, regia di Joe May - produttore (1917)
- Das Geheimnis der leeren Wasserflasche, regia di Joe May - produttore (1917)
- Die Silhouette des Teufels, regia di Felix Basch e Joe May - produttore (1917)
- Die Kaukasierin, regia di Uwe Jens Krafft e Joe May - produttore (1917)
- Hilde Warren und der Tod, regia di Joe May - produttore (1917)
- Der Onyxknopf, regia di Joe May - produttore (1917)
- Der schwarze Chauffeur, regia di Joe May - produttore (1917)
- Ein Lichtstrahl im Dunkel, regia di Joe May - produttore (1917)
- Das Klima von Vancourt, regia di Joe May - produttore (1917)
- Sein bester Freund, regia di Uwe Jens Krafft - produttore (1918)
- Wogen des Schicksals, regia di Joe May - produttore (1918)
- Das Opfer, regia di Joe May - produttore (1918)
- Fünf Minuten zu spät, regia di Uwe Jens Krafft - produttore (1918)
- Das rollende Hotel, regia di Harry Piel - produttore (1918)
- Ihr großes Geheimnis, regia di Leopold Bauer e Joe May - produttore (1918)
- Die Ratte, regia di Harry Piel e Joe May - produttore (1918)
- Die Bettelgräfin, regia di Joe May e Bruno Ziener - produttore (1918)
- Diplomaten, regia di Harry Piel - produttore (1918)
- Fräulein Zahnarzt, regia di Joe May - produttore (1919)
- Die Krone von Palma, regia di Harry Piel - produttore (1919)
- Das Auge des Götzen, regia di Harry Piel - produttore (1919)
- Die platonische Ehe, regia di Paul Leni - produttore (1919)
- Der Muff, regia di Joe May e Harry Piel - produttore (1919)
- Veritas vincit, regia di Joe May - produttore (1919)
- Der blaue Drachen, regia di Harry Piel - produttore (1919)
- Die närrische Fabrik, regia di Harry Piel - produttore (1919)
- La signora del mondo, regia di Joe May, Joseph Klein, Uwe Jens Krafft, Karl Gerhardt (1919-1920)
- L'amica dell'uomo giallo (Die Herrin der Welt 1. Teil - Die Freundin des gelben Mannes), regia di Joseph Klein e Joe May - produttore esecutivo (1919)
- Die Herrin der Welt 2. Teil - Die Geschichte der Maud Gregaards, regia di Joe May - produttore esecutivo (1919)
- Die Herrin der Welt 3. Teil - Der Rabbi von Kuan-Fu, regia di Joe May - produttore esecutivo (1919)
- Il re Makomba (Die Herrin der Welt 4. Teil - König Macombe), regia di Joseph Klein e Uwe Jens Krafft - produttore esecutivo (1919)
- Ophir, la città del passato (Die Herrin der Welt 5. Teil - Ophir, die Stadt der Vergangenheit), regia di Uwe Jens Krafft - produttore esecutivo (1920)
- La miliardaria (Die Herrin der Welt 6. Teil - Die Frau mit den Millionarden), regia di Uwe Jens Krafft - produttore esecutivo (1920)
- La benefattrice dell'umanità (Die Herrin der Welt, 7. Teil - Die Wohltäterin der Menschheit), regia di Karl Gerhardt - produttore esecutivo (1920)
- La vendetta di Maud (Die Herrin der Welt 8. Teil - Die Rache der Maud Fergusson), regia di Joe May - produttore esecutivo (1920)
- Der Amönenhof, regia di Uwe Jens Krafft - produttore (1920)
- Der Henker von Sankt Marien, regia di Fritz Freisler - produttore (1920)
- Die Legende von der heiligen Simplicia, regia di Joe May - produttore (1920)
- Die Schuld der Lavinia Morland, regia di Joe May - produttore (1920)
- Das wandernde Bild, regia di Fritz Lang - produttore (1920)
- Das indische Grabmal zweiter Teil - Der Tiger von Eschnapur, regia di Joe May - produttore (1921)
- Tobias Buntschuh - Das Drama eines Einsamen, regia di Joe May e Holger-Madsen - produttore esecutivo (1921)
- Am Webstuhl der Zeit, regia di Holger-Madsen e (supervisore) Joe May - produttore esecutivo (1921)
- Junge Mama, regia di Uwe Jens Krafft e Joe May - produttore (1921)
- Die Erbin von Tordis, regia di Robert Dinesen - produttore esecutivo (1921)
- Ilona, regia di Robert Dinesen - produttore esecutivo (1921)
- Das indische Grabmal erster Teil - Die Sendung des Yoghi, regia di Joe May - produttore (1921)
- Der Leidensweg der Inge Krafft, regia di Robert Dinesen - produttore (1921)
- Scheine des Todes, regia di Lothar Mendes - produttore esecutivo (1923)
- Tragödie der Liebe, regia di Joe May - produttore (1923)
- Der geheime Agent, regia di Erich Schönfelder - produttore esecutivo (1924)
- Liebesbriefe der Baronin von S..., regia di Henrik Galeen - produttore (1924)
- Der Farmer aus Texas, regia di Joe May - produttore (1925)
- Derby. Ein Ausschnitt aus der Welt des Trabersports, regia di Joe May e Max Reichmann - produttore (1926)
- Staatsanwalt Jordan, regia di Karl Gerhardt - produttore (1926)
- Dagfin, regia di Joe May - produttore (1926)
- Die Durchgängerin, regia di Hanns Schwarz - supervisore alla produzione (1928)
- L'immortale vagabondo (Der unsterbliche Lump), regia di Gustav Ucicky e Joe May - produttore esecutivo (1930)
- L'ultima compagnia (Die letzte Kompanie), regia di Curtis Bernhardt - produttore (1930)
- Roxi B bar (Ihre Majestät die Liebe), regia di Joe May - produttore (1931)
- ...und das ist die Hauptsache!?, regia di Joe May - produttore (1931)
- Son altesse l'amour, regia di Robert Péguy e Erich Schmidt supervisione di Joe May - co-produttore (1931)
- Zwei in einem Auto, regia di Joe May - produttore (1932)

### Sceneggiatore
- In der Tiefe des Schachtes, regia di Joe May (1912)
- Vorgluten des Balkanbrandes, regia di Joe May (1912)
- Ein Ausgestoßener: 1. Teil - Der junge Chef, regia di Joe May (1913)
- Heimat und Fremde, regia di Joe May (1913)
- Die unheilbringende Perle, regia di Joe May (1914)
- Stuart Webbs: Das Panzergewölbe, regia di Joe May (1914)
- Das Fischermädchen von Manholm, regia di Joe May (1914)
- Das Gesetz der Mine, regia di Joe May (1915)
- Der Geheimsekretär, regia di Joe May (1915)
- Charley, der Wunderaffe, regia di Joe May (1915)
- Arme Eva Maria, regia di Joe May (1916)
- Die Sünde der Helga Arndt, regia di Joe May (1916)
- Die Gespensteruhr, regia di Joe May (1916)
- Nebel und Sonne, regia di Joe May (1916)
- Ein Blatt Papier, regia di Joe May (1916)
- Wie ich Detektiv wurde, regia di Joe May (1916)
- Ein einsam Grab, regia di Karl Gerhardt (1916)
- Das rätselhafte Inserat, regia di Joe May (1916)
- Die Liebe der Betty Raymond, regia di Joe May (1917)
- Das Geheimnis der leeren Wasserflasche, regia di Joe May (1917)
- La sposa circassa (Die Kaukasierin), regia di Uwe Jens Krafft e Joe May (1917)
- Der Onyxknopf, regia di Joe May (1917)
- Der schwarze Chauffeur, regia di Joe May (1917)
- Ein Lichtstrahl im Dunkel, regia di Joe May (1917)
- Das Klima von Vancourt, regia di Joe May (1917)
- Sein bester Freund, regia di Uwe Jens Krafft (1918)
- Wogen des Schicksals, regia di Joe May (1918)
- Das Opfer, regia di Joe May (1918)
- Fünf Minuten zu spät, regia di Uwe Jens Krafft (1918)
- Ihr großes Geheimnis, regia di Joe May (1918)
- Die Bettelgräfin, regia di Joe May (1918)
- Fräulein Zahnarzt, regia di Joe May (1919)
- Die platonische Ehe, regia di Paul Leni (1919)
- Veritas vincit, regia di Joe May - soggetto (1919)
- Die närrische Fabrik, regia di Harry Piel (1919)
- L'amica dell'uomo giallo (Die Herrin der Welt 1. Teil - Die Freundin des gelben Mannes), regia di Joseph Klein e Joe May (1919)
- Die Herrin der Welt 2. Teil - Die Geschichte der Maud Gregaards, regia di Joe May (1919)
- Die Herrin der Welt 3. Teil - Der Rabbi von Kuan-Fu, regia di Joe May (1919)
- Il re Makomba (Die Herrin der Welt 4. Teil - König Macombe), regia di Joseph Klein e Uwe Jens Krafft (1919)
- Frauen vom Gnadenstein, regia di Robert Dinesen e Joe May (1919)
- Ophir, la città del passato (Die Herrin der Welt 5. Teil - Ophir, die Stadt der Vergangenheit), regia di Uwe Jens Krafft (1920)
- La miliardaria (Die Herrin der Welt 6. Teil - Die Frau mit den Millionarden), regia di Uwe Jens Krafft (1920)
- La benefattrice dell'umanità (Die Herrin der Welt, 7. Teil - Die Wohltäterin der Menschheit), regia di Karl Gerhardt (1920)
- La vendetta di Maud (Die Herrin der Welt 8. Teil - Die Rache der Maud Fergusson), regia di Joe May (1920)
- Die Schuld der Lavinia Morland, regia di Joe May (1920)
- Junge Mama, regia di Uwe Jens Krafft e Joe May (1921)
- Der Farmer aus Texas, regia di Joe May (1925)
- Dagfin, regia di Joe May (1926)
- Heimkehr, regia di Joe May (1928)
- Rapsodia ungherese (Ungarische Rhapsodie), regia di Hanns Schwarz (1928)
- Asfalto (Asphalt), regia di Joe May (1929)
- Maman Colibri, regia di Julien Duvivier (1929)
- Dactylo se marie, regia di Joe May e René Pujol (1934)
- No Monkey Business, regia di Marcel Varnel (1935)
- Il ritorno dell'uomo invisibile (The Invisible Man Returns), regia di Joe May (1940)
- La donna invisibile (The Invisible Woman), regia di A. Edward Sutherland (1940)
- The Strange Death of Adolf Hitler, regia di James P. Hogan (1943)
- Tre giorni di gloria (Uncertain Glory), regia di Raoul Walsh (1944)
- La corsara (Buccaneer's Girl), regia di Frederick de Cordova (1950)

### Scenografo
- Ein einsam Grab, regia di Karl Gerhardt - architetto scenografo (1916)

### Attore
- Vorgluten des Balkanbrandes , regia di Joe May (1912)

### Film o documentari dove appare Joe May
- Die UFA, regia di Hartmut Bitomsky - documentario, filmati d'archivio (1992)